# 엑스박스 360
엑스박스 360(영어: Xbox 360)은 마이크로소프트가 엑스박스에 이어 두 번째로 발매한 가정용 게임기이다.
최초의 7세대 게임기로, 하드웨어와 연계된 엑스박스 라이브 서비스로 플레이어들이 온라인에서 대전하거나 아케이드 게임, 게임 데모, 트레일러 같은 콘텐츠를 다운로드할 수 있다. 윈도우 미디어 센터와 연계된 멀티미디어 기능이 있으며, 거의 모든 게임을 고화질로 즐길 수 있고, 마켓플레이스를 통해 영화를 대여할 수도 있으며, HD-DVD 플레이어를 별도로 설치하면 HD-DVD 영화를 볼 수 있다. 소니의 플레이스테이션 3, 닌텐도의 Wii과 경쟁하였다.
엑스박스 360은 2005년 5월 12일 MTV를 통해 공개되었으며 같은 달에 열린 E3를 통해 발매와 게임에 대한 정보를 공개했다. 미국에서는 2005년 11월 22일에, 유럽에서는 12월 2일, 일본에서는 12월 10일, 대한민국에서는 2006년 2월 24일에 발매되었다.
2010년 6월 14일 E3에서 마이크로소프트는 신형 모델을 발표했다. 기존 엑스박스 360보다 크기와 두께가 얇아졌고 무광에서 유광의 검은색으로 바뀌었다는 것이 특징이다.

## 개발 시절과 판매 개시
엑스박스의 후계 기종으로 정식 모델명을 발표하기 전에는 가칭으로 엑스박스 FS, 엑스박스 넥스트, 넥스트박스 엑스박스 2, 제논 등으로 불렸다. 2003년 2월, 제논 소프트웨어 플랫폼에 대한 계획이 마이크로소프트 부사장 제임스 알라드의 지휘 아래 시작됨과 동시에 마이크로소프트사는 개발자 채용을 위해 워싱턴주, 벨뷰에서 행사를 개최하기도 했다. 이 달에 전 세가 북미지사장이었던 피터 무어가 마이크로소프트사에 입사했다. 2003년 8월 12일 ATI사와 새로운 콘솔 제품에 대한 그래픽 프로세서 공급 계약을 맺었다. 출시 전 애플 파워 맥 G5의 하드웨어를 이용한 몇몇의 초기 개발품이 포착되기도 했는데, IBM 제논 프로세서와 같은 파워피시 아키텍처로 작동되기 때문이었다. 제논 프로세서의 코어는 플레이스테이션 3의 셀 프로세서의 PPE 아키텍처를 약간 개조해서 개발됐다. IBM 직원들은 이 사실을 당시 소니와 도시바로부터 숨겼다고 한다. 차세대 게임기로 패권을 다투는 소니의 플레이스테이션 3보다 앞서 발매되었다.
2005년 5월 12일, MTV에서 〈MTV Presents: The Next Generation Xbox Revealed〉(MTV 제공: 차세대 엑스박스 공개)라는 프로그램에서 배우 일라이저 우드(Elijah Wood)가 출연하고, 더 킬러스가 음악을 선보이며 공식적인 발표가 있었다. 엑스박스 360은 2005년 5월 23일 발행한 《타임》의 표지를 장식했다.
2005년 말에 미국과 캐나다부터 출시되었으며, 염가판 '코어 시스템'도 같이 발매되었다. 대한민국의 경우 2006년 2월 24일에 엑스박스 360은 41만 9천 원, 코어 시스템은 33만 9천 원에 판매를 시작했다. 대한민국의 경우 온라인 사전 예약 구매자에게 패키지와 CGV 영화 관람권 2매, 한정판 페이스 플레이트를 제공했는데 판매 시작 9시간 만에 매진되기도 했다.

## 제품 구성

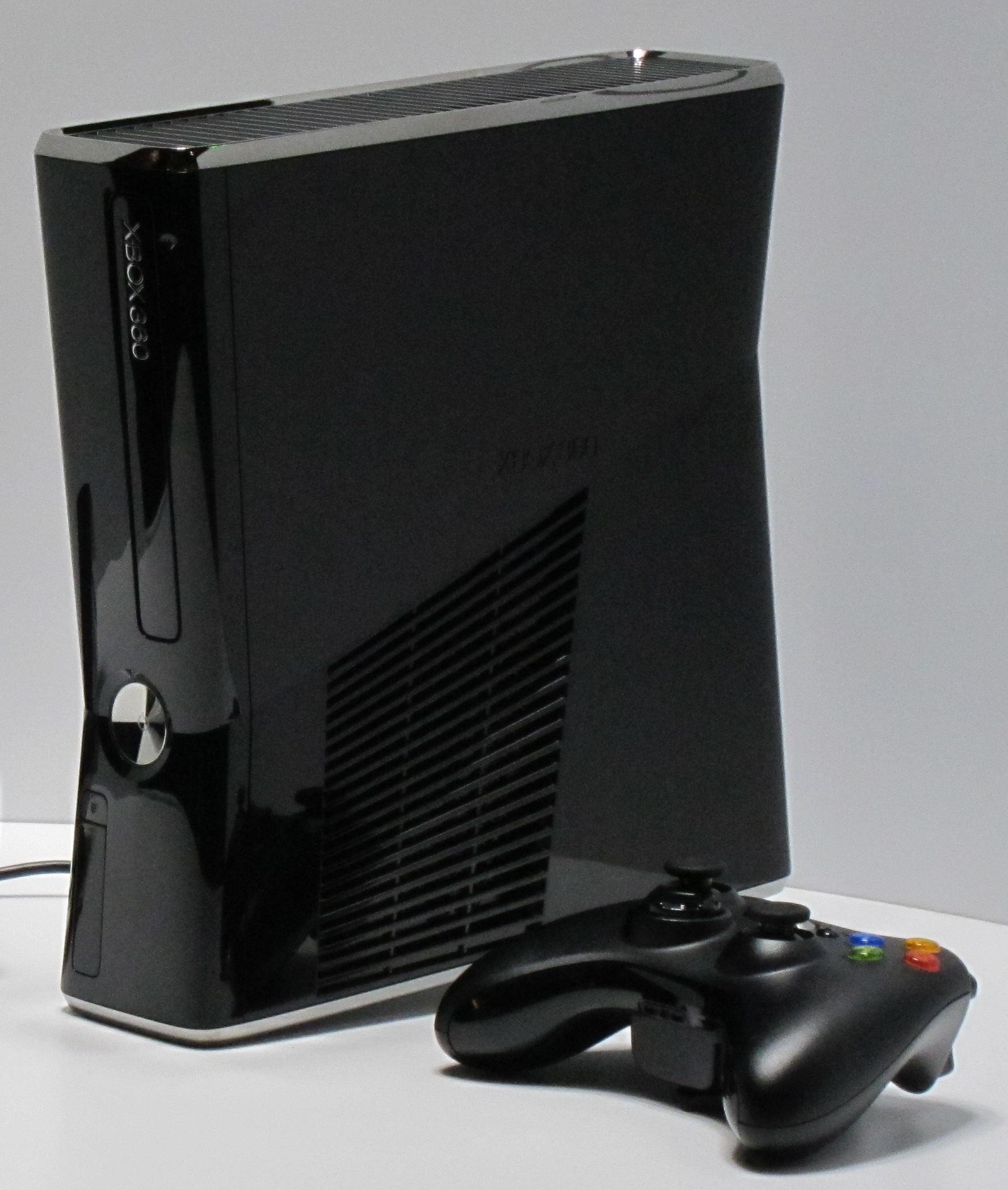
엑스박스 360 S

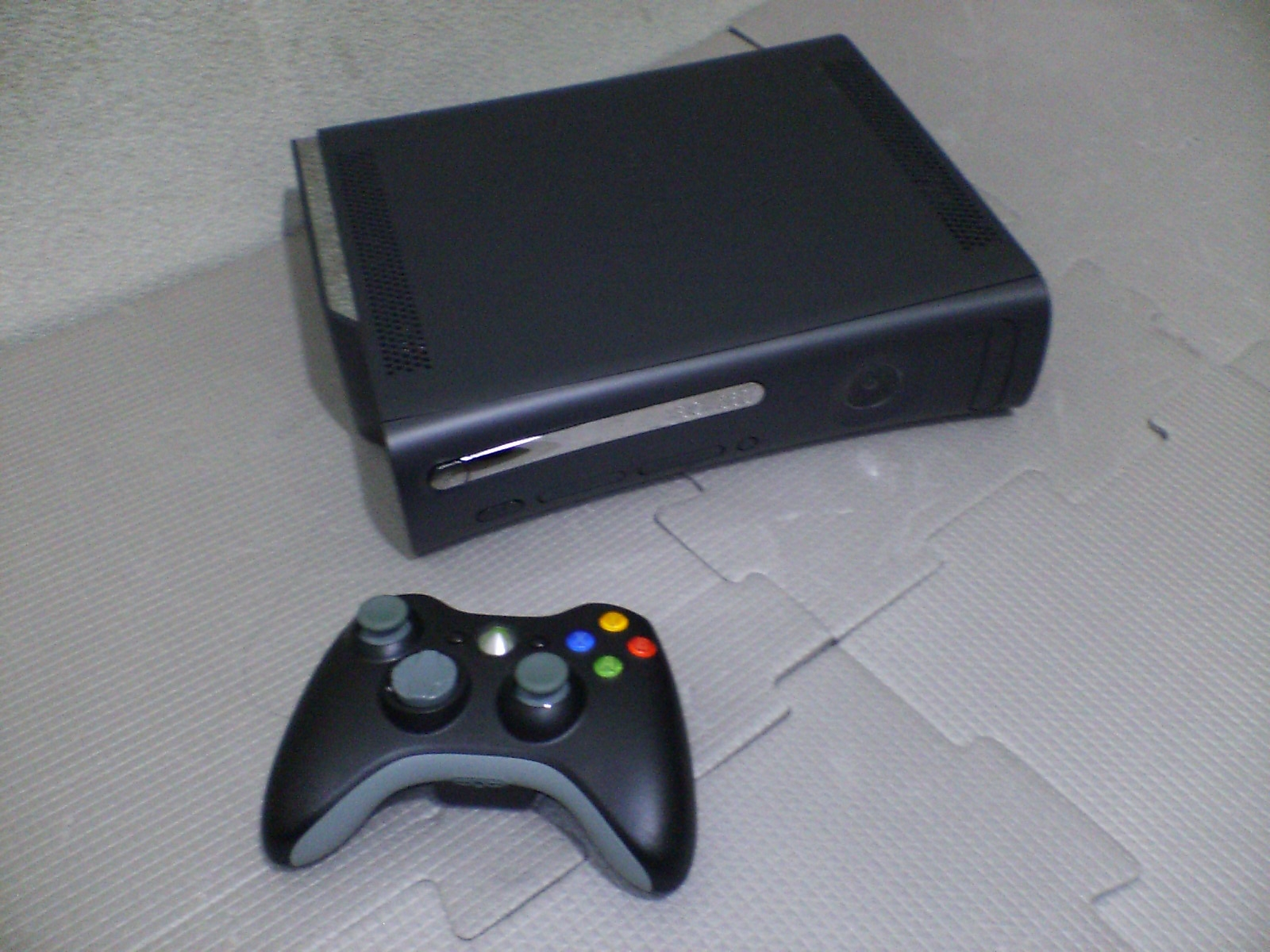
엑스박스 360 엘리트

### 생산중인 모델
- 엑스박스 360 S는 2010년 6월 14일 E3에서 소개된 최신형 모델이다. "발할라"(Valhalla) 메인보드를 탑재하여 메인 칩을 포함하여 부품 수를 줄이고, 메인 보드는 깔끔하게 구성하였다. CPU + GPU의 원칩 화를 통해 메인 칩 개수를 줄이고, 메인 보드의 면적을 줄였으며, 소비 전력도 감소시켰다.[9] 이전 모델보다 2개 많은 5개의 USB 2.0 포트와 키넥트 센서를 위한 특수한 포트가 추가되었고, 이전 모델에 없던 무선랜[10]과 TOSLINK S/PDIF 광출력 단자가 내장되어 있어[4], 디지털 오디오와 무선 네트워킹을 위한 별도 어댑터가 필요하지 않게 되었다.

### 단종된 모델
- 코어(Core)는 엑스박스 360의 ‘입문’ 단계 제품이다. 코어는 단종됐고, 아케이드 모델로 대체되었다. 원래 일본에서는 발매되지 않았으나, 뒤늦게 2006년 11월 2일에 발매되었다[11]. 코어 시스템은 SDTV 해상도만 지원하는 컴포지트 비디오 케이블이 따라왔으나 로트 번호 0728 이상은 HDMI 1.2 출력을 지원한다. 별도로 판매하는 HDMI, 컴포넌트, VGA 케이블을 구입하면 HD 출력을 할 수 있다. 별도로 20, 60, 120GB 하드 드라이브를 구매해 장착할 수도 있다. 다른 모델과 달리 유선 컨트롤러가 같이 들어 있었다.
- 아케이드(Arcade)는 코어가 단종되고 출시된 대체 모델이다. 2007년 10월 22일에 $279.99라는 가격으로 정식으로 발표되었고[12] 대한민국에는 24일 29만 9000원에 발매되었다.[13] 무선 컨트롤러, 컴포지트 AV 케이블, 내장 512MB 메모리 칩(2008년 가을 이전까지는 256MB 메모리 유닛이 제공되었다), 그리고 5가지 엑스박스 라이브 아케이드 타이틀이 제공된다.
- 프로(Pro)는 엑스박스 360 아케이드의 모든 기능과 하이브리드 컴포지트 및 컴포넌트 케이블이 같이 제공된다. 탈착 가능한 60GB 하드 디스크가 장착된 상태에서 제공되며 (이전에는 20GB), 이전 엑스박스 게임과의 호환을 지원하며, 게임 데모, 게임 동영상, 그리고 라이브 아케이드 게임 헥식 HD가 무료로 제공된다. 2007년 7월 제퍼 마더보드부터 HDMI 1.2 출력 지원과 GPU 방열판을 강화했는데 HDMI 1.2 케이블은 없다. 2007년 9월 말부터 판매되기 시작한 "팔콘" 마더보드 65나노미터 CPU를 탑재, 이전 시스템보다 소음과 발열량이 적다. 2008년 8월 1일부터 20GB 프로 모델이 단종되었고, 2009년 8월 28일부터는 모든 프로 모델이 단종되었다.
- 엘리트(Elite)는 여기서 제일 비싼 제품이다. 120GB 하드 드라이브에 검은색으로 도장되어 있다. 엘리트 패키지는 초기부터 제퍼 마더보드를 탑재해 HDMI 1.2 출력을 지원했고 본체의 검은색 색상과 맞는 컨트롤러와 헤드셋이 제공된다. 지금은 팔콘 칩셋을 탑재하였다. 2008년 홀리데이 패키지에는 프로 패키지와 똑같이 《레고 인디아나 존스: 더 오리지널 어드벤처》와 《쿵푸 팬더》가 무료로 제공되었다.

### 특별판

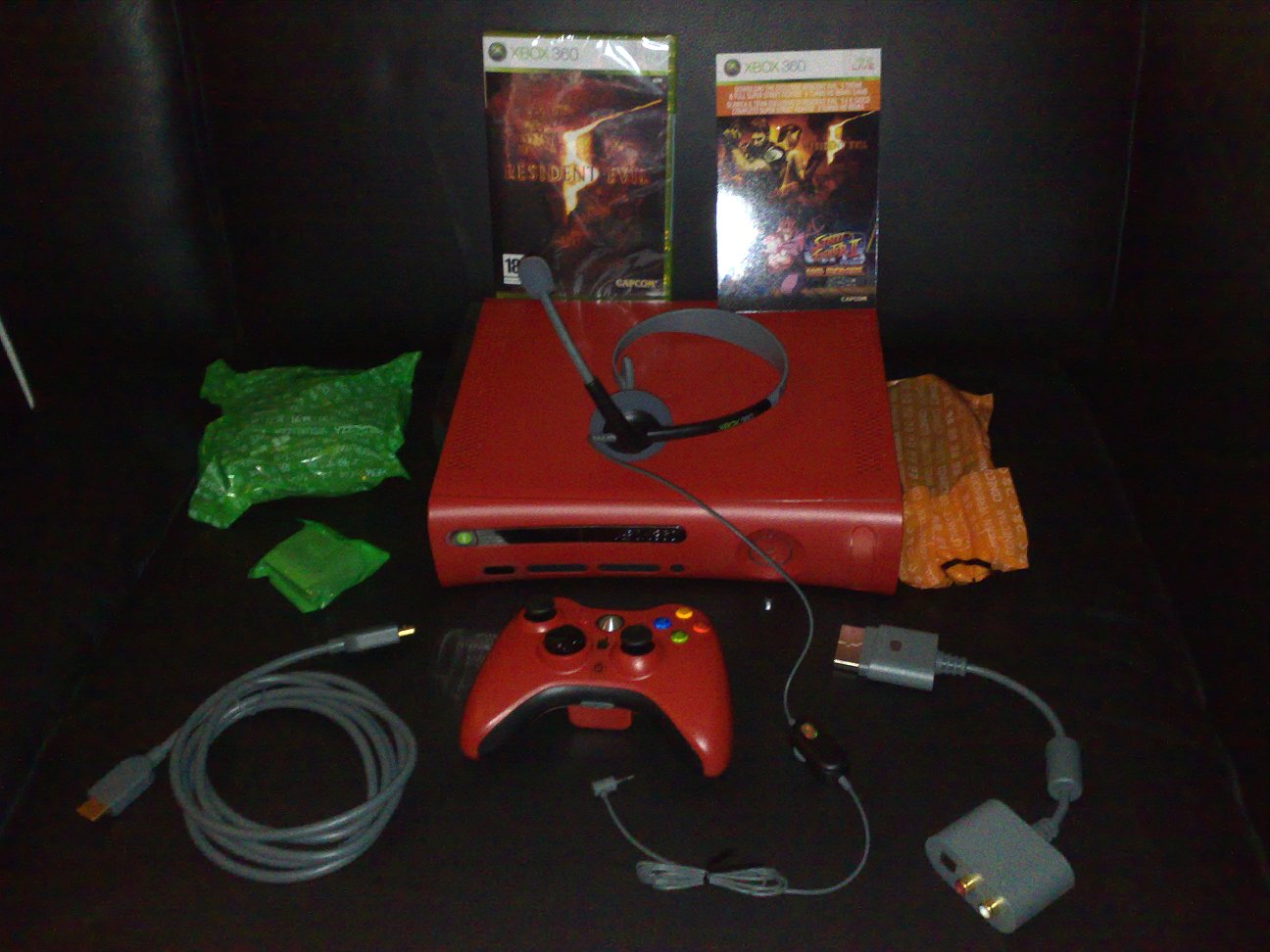
바이오하자드 5 패키지

- 2007년 E3 콘퍼런스에서 마이크로소프트는 헤일로 3 한정판 콘솔을 발표해, 그 해 9월 16일 북미에서 $399.99에, 대한민국에는 같은 달 28일 499,900원[14]에 발매했다. 콘솔에 헤일로 3 테마와 ‘스파르탄’ 특유의 색상이 입혀져 있고 무선 헤드셋, 무선 컨트롤러, 그리고 플레이 앤 차지 킷이 포함되어 있다. 구매자에게 독점 대시보드 테마와 다운로드를 제공하고, 그리고 HDMI 포트가 탑재되어 있었다.
- 또 심슨 가족 영화를 홍보하기 위해 마이크로소프트는 노란색 엑스박스 360를 만들었는데, 총 100대가 생산되었다.[15]
- 엑스박스 360 엘리트 바이오하자드 5 패키지가 2009년 3월 13일 발매되었다. 빨간색 무선 컨트롤러, 검은색 유선 헤드셋과 《슈퍼 스트리트 파이터 2 터보 HD 리믹스》가 같이 제공된다. 대한민국 소비자 가격은 43만 5000원.[16]
- 2009년 11월 14일에는 120GB 엘리트 본체와 《레고 베트맨》, 《퓨어》 게임을 묶어 판매하는 엘리트 번들 패키지(419,000원)와 엑스박스 라이브 아케이드용 게임과 무선 콘트롤러를 묶어 판매하는 무선 콘트롤러 게임팩(69,900원)을 발매했다.[17]

### 홀리데이 패키지
대한민국에 엑스박스 360이 출시된 해인 2006년, 한국마이크로소프트는 엑스박스 360 《Dead Or Alive 4》 한정판을 홀리데이 패키지 형식으로 한정 판매했다. 2007년에는 《포르자 모터스포츠 2》와 《마벨 얼티메이트 앨리언스》가 포함된 홀리데이 패키지가 발매(대한민국에는 《비바 파냐타》와 《포르자 모터스포츠 2》가 포함)되었고, 2008년 프로와 엘리트 홀리데이 패키지에는 《레고 인디아나 존스: 더 오리지널 어드벤처》와 《쿵푸 팬더》, 아케이드 홀리데이 패키지에는 《세가 슈퍼스타 테니스》가 같이 제공되었다.

## 하드웨어

### 본체

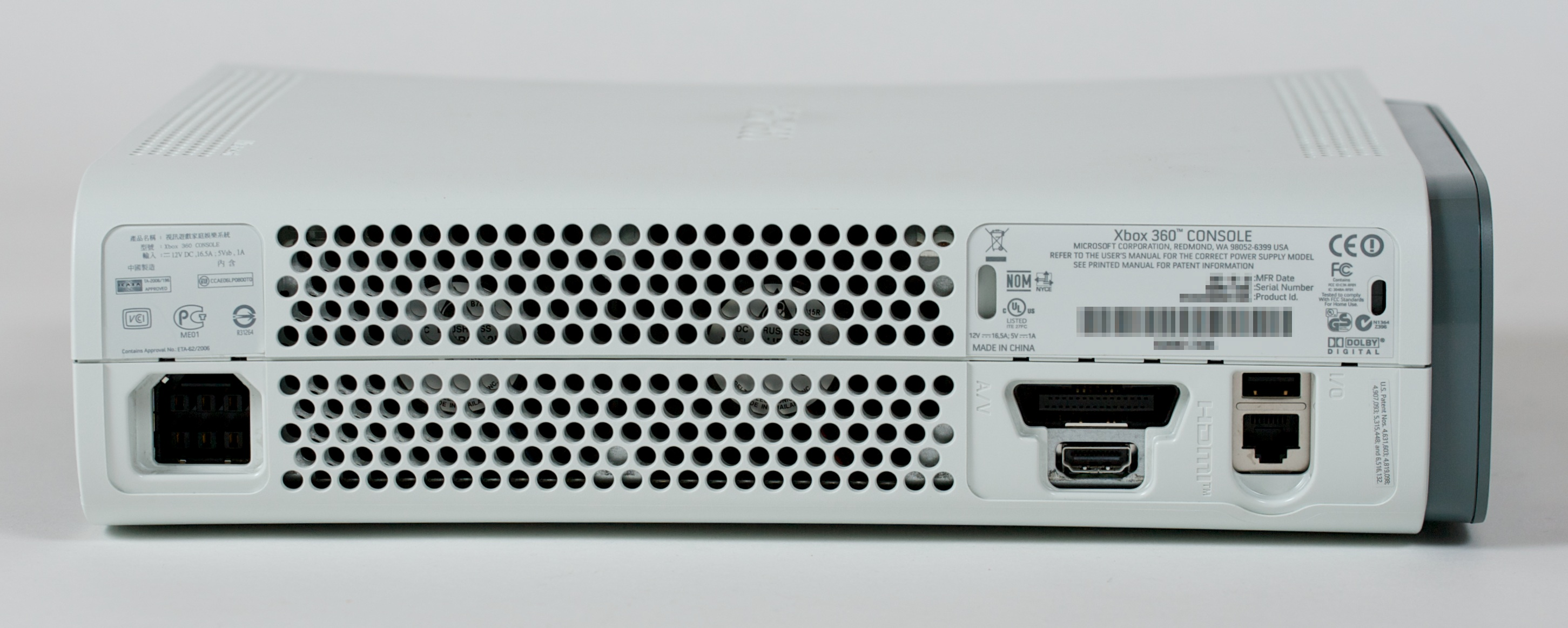
본체 후면

흰색 또는 검은색 본체에 하드 드라이브(20GB, 60GB, 120GB)를 장착할 수 있는 포트가 본체 윗부분에 장착되어 있다. 기본으로 무선 컨트롤러를 채용하였고, 추가로 유선 컨트롤러를 구입해 사용할 수 있다.
안에는 3.2 GHz 클럭과 3개 코어를 가진 파워피시5 CPU 제논 프로세서와, 10메가바이트의 e-DRAM을 가진 ATI의 제노스가 그래픽 연산을 담당하며 GDDR3 512MB 메모리가 탑재되어 있다.
전면에는 DVD±R과 DVD±RW는 물론 CD-R/RW, WMA-CD, MP3-CD 그리고 JPEG 사진을 담은 CD 등을 읽을 수 있는 DVD 드라이브가 장착되어 있어, 게임 소프트웨어는 물론, 영화나 음악도 재생할 수 있다. 한때 마이크로소프트는 이와 별도로 USB 단자를 사용해 본체에 연결하는 외장 HD-DVD 플레이어를 별도 판매했는데, 이 HD-DVD 플레이어로는 게임을 실행할 수 없었던 것은 물론, 현재는 단종된 상태이다.
두 개의 메모리 카드 슬롯이 탑재되어 있어 엑스박스 360에서부터 다른 곳으로 개인 게임 정보를 옮기는 데 사용할 수 있다. 현재 "아케이드" 모델은 256MB의 메모리 유닛이 같이 제공된다. 메모리 유닛은 최대 512MB까지 확장할 수 있다. 이더넷 10/100 어댑터가 내장되어 유선 랜을 이용해 인터넷 접속을 할 수 있다. 무선 랜을 이용하려면 별도로 무선 네트워크 어댑터를 구매해서 사용할 수 있다.
컨트롤러의 경우, 모든 제품에 무선 컨트롤러가 포함되어 제공되며 무선 컨트롤러만 구성할 경우 최대 4대, 유선 컨트롤러의 경우 최대 3대(USB 허브를 사용할 경우 4대)까지 한 대의 본체에 연결하여 사용할 수 있다.

### 액세서리

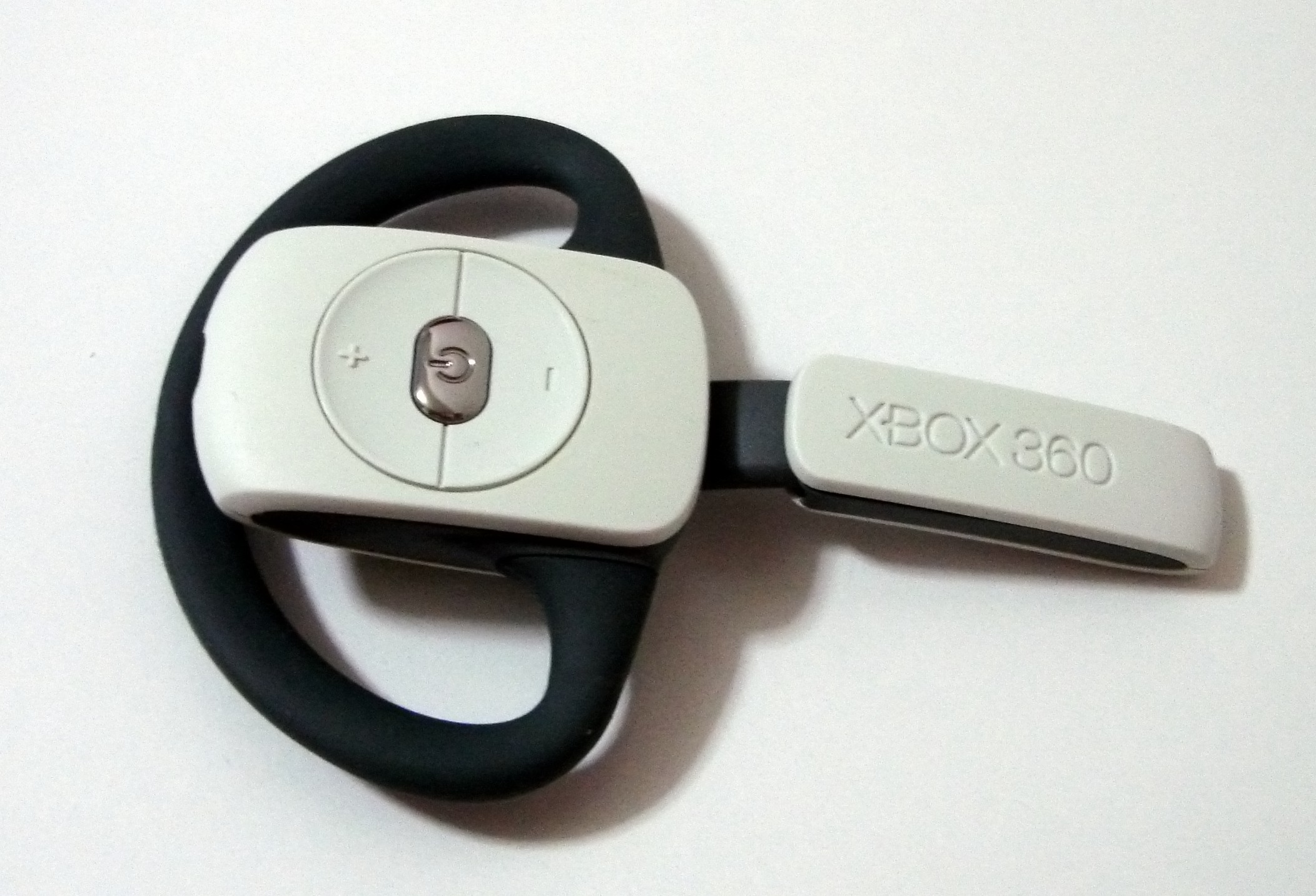
무선 헤드셋

엑스박스 360에서 사용할 수 있는 다양한 액세서리를 별도로 판매하고 있다. 기본적으로 제공되는 컨트롤러를 추가로 구입할 수 있으며 화면과 음성 연결을 위한 S-비디오, 컴포넌트 비디오, VGA, HDMI 등의 케이블, 무선 컨트롤러에 연결해 게임을 하면서 배터리를 충전할 수 있는 플레이 앤 차지(Play and Charge) 킷, 유니버설 미디어 리모컨, 엑스박스 라이브에서 문자로 채팅할 때 사용할 수 있는 키보드와 음성 채팅을 위한 유/무선 헤드셋, 레이싱 게임에 사용할 수 있는 무선 레이싱 휠, 엑스박스 라이브 비전 카메라, 802.11a, b, g를 지원하는 공식 무선 네트워크 어댑터, 탈착할 수 있는 하드 드라이브(20GB, 60GB, 120GB)와 메모리 유닛(64, 256, 512MB) , 본체 전면 페이스플레이트(faceplate) 등을 판매한다.
엑스박스 360 컨트롤러의 경우 게임 포 윈도로 지정된 게임에서도 사용이 가능하기 때문에 PC에서 사용하기 위해 본체 없이 컨트롤러만 구매하는 경우도 있다.
그리고 엑스박스 360용 외장형 HD-DVD 플레이어도 있다. 2006년 11월 출시되었으며 (대한민국에는 2007년 3월 출시) USB를 통해 엑스박스 360에 연결해 영상과 음성 신호를 전송한다. HD DVD 플레이어는 두 개의 USB 단자가 있었는데 여기에 무선 네트워크 어댑터 같은 것을 장착할 수 있었다. 이 플레이어는 게임 타이틀을 읽을 수 없으며, 지금은 단종되어 생산하지 않는다.

### 키넥트

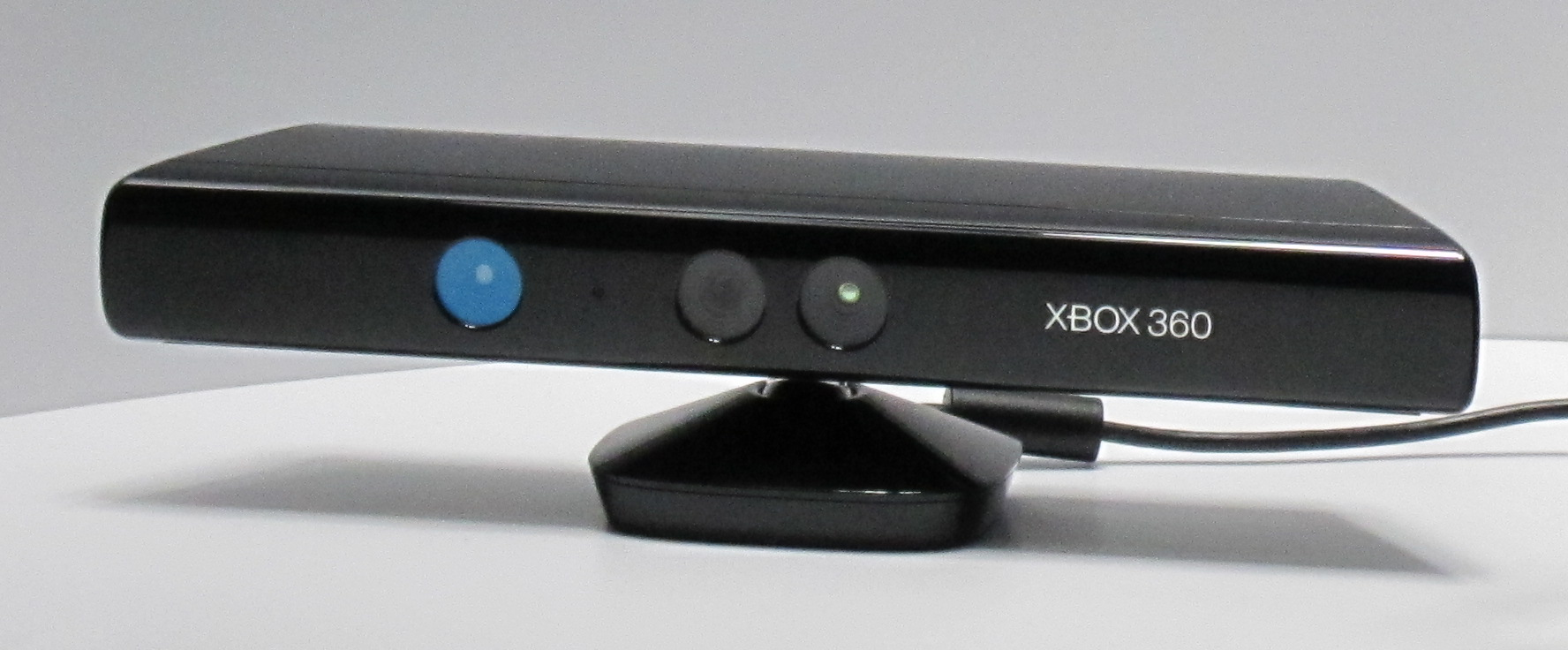
키넥트 센서

키넥트(Kinect)는 콘트롤러 없이 이용자의 신체를 이용하여 게임과 엔터테인먼트를 경험할 수 있는 주변기기이다. 2009년 6월 1일 E3에서 처음 "프로젝트 나탈"(Project Natal)이란 이름으로 발표했으며, E3 2010에서 공식 명칭인 '키넥트'를 발표한다. 키넥트는 카메라 모듈이 장착되어 모션 캡처로 플레이어의 동작을 인식하며, 마이크 모듈로 음성을 인식한다. 구형 엑스박스 360 모델과 연결하기 위해서는 별도의 전원이 필요하다. 키넥트는 2010년 11월 14일에 미국에서 출시되었으며 17개의 게임이 키넥트와 동시에 출시되었다.

## 소프트웨어

### 게임

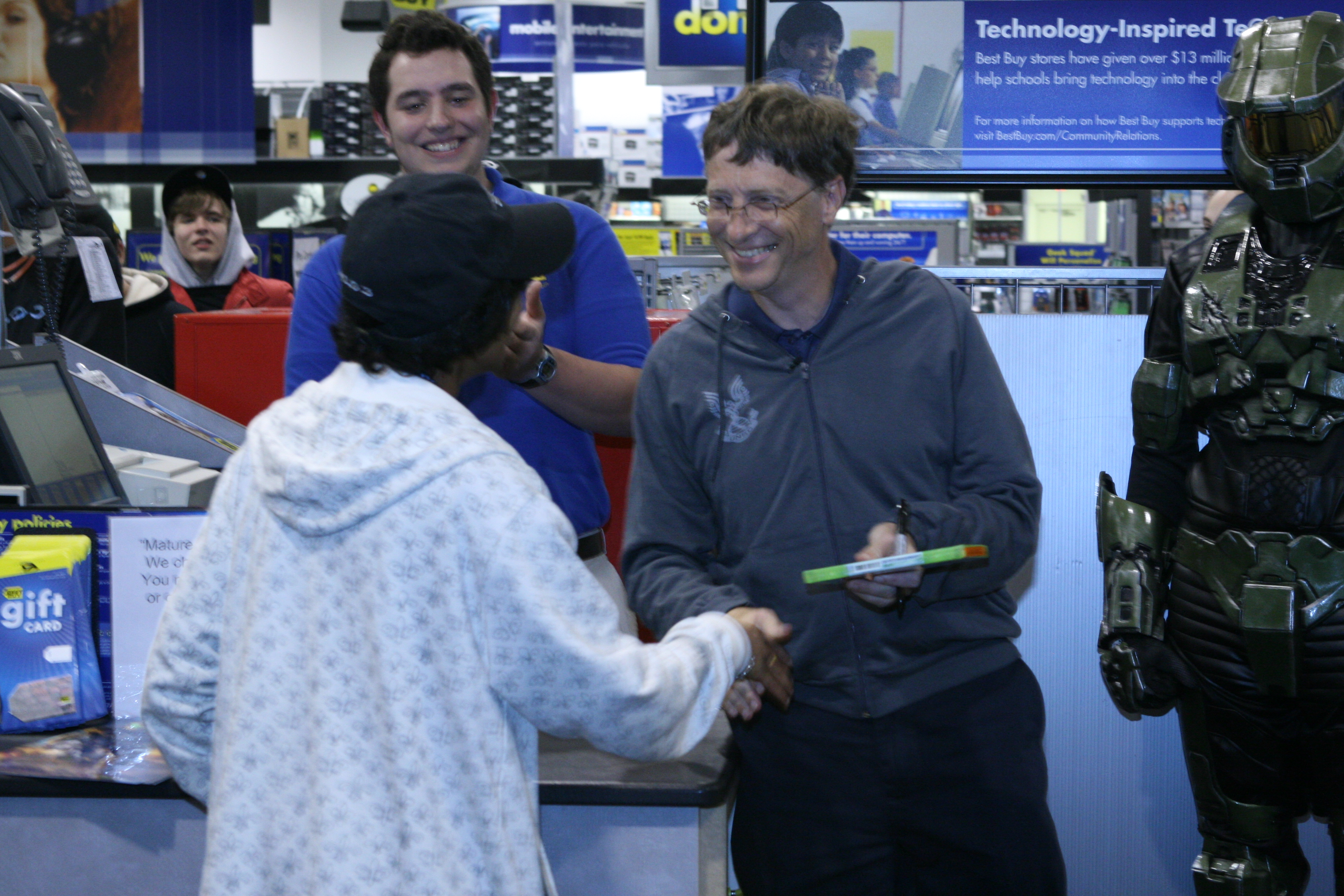
빌 게이츠가 헤일로 3 출시를 기념해 베스트바이 상점에서 손님과 만나고 있다.

엑스박스 360은 북미에서 14개, 유럽에서 13개의 게임 타이틀과 함께 출시되었다. 《데드 오어 얼라이브 4》나 《인챈티드 암스》 같은 여섯 종류의 게임 타이틀은 일본에서 처음 출시되기도 했다. 대한민국에서는 《퍼펙트 다크 제로》, 《프로젝트 고담 레이싱 3》 등 총 20여 개의 타이틀이 엑스박스 360과 함께 출시되었다.
그 해 12월까지 《기어즈 오브 워》나 《데드 오어 얼라이브 익스트림 2》 등을 포함해 61개의 게임 타이틀이 출시되었다. 《기어즈 오브 워》의 경우, 출시 2주 만에 100만 장, 발매 6주 만에 200만 장을 돌파한 이후 10주 만에 300만 장 이상 판매한 기록을 세웠다.
당초 플레이스테이션 3 독점으로 발매될 예정이었던 게임들도 엑스박스 360으로 즐길 수 있게 되었는데, 데빌 메이 크라이 4, 철권 6, 파이널 판타지 13 이 대표적이다.
2007년 10월 말까지 엑스박스 360용 소프트웨어는 1,340만 장이 판매됐는데 2007년 10월 25일 출시된 1인칭 슈팅 게임인 헤일로 3는 발매 첫 주 만에 3억여 달러의 매출을 기록하며 연말까지 810만 장 이상 팔렸다. 2008년, 샌프란시스코에서 열린 게임 개발자 콘퍼런스(GDC)에서 그 해 말까지 사용자가 게임 제작 응용 프로그램인 XNA 게임 스튜디오 2.0을 통해 제작한 1,000개 이상의 UCG(User Created Game, 사용자 제작 게임) 타이틀을 만나볼 수 있을 것이라고 전망하기도 했다.

### 대시보드
'대시보드'는 엑스박스 360의 핵심적인 그래픽 사용자 인터페이스(GUI)다. 디스크를 넣지 않거나 디스크 트레이를 연 상태에서 전원을 켜게 되면 자동적으로 표시된다(본체 설정을 통해 디스크가 넣어진 상태에서도 대시보드가 표시되게 설정 가능). 하지만, 디스크가 삽입되었을 경우 게임이 자동적으로 실행된다. 그렇지만 언제든지 컨트롤러의 엑스박스 가이드 버튼을 누르면 간단한 대시보드가 표시된다. 간단한 대시보드에서는 사용자의 게이머 카드, 엑스박스 라이브 메시지와 친구 목록, 음악 재생, 음성이나 영상 대화와 관련된 설정이 있으며, 여기에서 주 대시보드로 돌아갈 수도 있다.
콘솔 발매 이후 마이크로소프트는 대시보드 소프트웨어에 대한 업데이트를 주기적으로 실시해 왔다. 이 업데이트는 콘솔에 대한 새 기능 추가, 새 액세서리에 대한 호환성 추가, 소프트웨어 버그 수정 같은 것이다. 2008년 11월 19일 대시보드는 준이나 윈도우 미디어 센터에서 사용하던 "블레이드"라고 불리는 인터페이스로 전환했으며, 역시 업데이트를 통해 업데이트를 한 사용자들에게 적용되었는데, 최근에 이루어진 대시보드 업데이트는 2008년 11월 19일에 이루어진 2.0.7357.0판이다.
2011년 12월 6일 저녁, 한국 기준으로 새로운, 즉 완벽히 달라진 대시보드가 업데이트되었다.윈도8과 윈도폰에 적용된 메트로 UI가 적용되었다. 그리고 Bing 검색창이 추가 되었으며 백그라운드가 흑색/회색으로 바뀌어서 업데이트 전의 대시보드보다는 많이 깔끔해졌다. 이뿐 아니라 페이지 세로 스크롤 기능이 제거되었고 게임은 게임대로, 마켓 플레이스는 마켓 플레이스대로, 설정은 설정대로 모두 개별 페이지에 간략하게 정리되어 있다.

### 새로운 엑스박스 경험

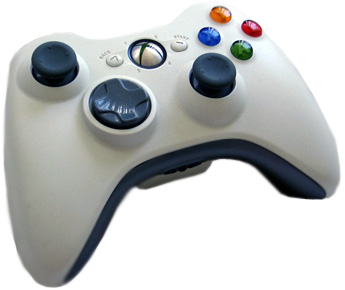
컨트롤러

E3 2008에서 마이크로소프트는 엑스박스 360의 새로운 모습인 "새로운 엑스박스 경험"(New Xbox Experience, 줄여서 NXE)을 발표했다. 업데이트의 모습은 콘솔을 둘러보기 쉽게 하는 것이었다. 그래픽 사용자 인터페이스(GUI)는 기존 윈도우 미디어 센터와 준에서 사용하던 트위스트 UI를 사용한다. 기존 "블레이드" 인터페이스는 새로운 엑스박스 가이드에서 그대로 사용한다. 새 가이드 버튼은 디스크를 빼지 않거나 마켓플레이스를 방문하는 도중에도 대시보드에서 하던 모든 것을 하게 해준다.
GUI 업데이트는 물론이고, 새로운 엑스박스 경험에서는 다양한 기능을 선보인다. 먼저, 디스크에서 하드 드라이브에 게임을 설치할 수 있다. 게임을 하드 드라이브에 설치하면 불러오는 시간과 디스크를 구동할 때 나오는 소음을 줄인다. 하지만 게임을 실행하기 위해서는 하드 드라이브에 설치했더라도 디스크를 넣어야 한다. 또 새 커뮤니티 시스템은 디지털 아바타를 생성할 수 있게 해 게이머는 자신만의 아바타를 만들어 사진을 공유하거나 1 대 100 같은 아케이드 게임에 사용할 수 있다. 이 업데이트는 2008년 11월 19일에 발표했다. 이전 업데이트가 내장 메모리에 저장되었던 것과는 달리 이 업데이트는 최초로 저장 장치를 요구한다. 이 업데이트는 적어도 128MB의 여유 공간이 있는 메모리 카드나 하드 드라이브가 있어야 한다.

### 호환성
엑스박스와 호환성을 가지고 있으나 구조적인 호환성이 없으며, 플레이스테이션 2처럼 하드웨어에 하위 기종의 기능을 내장하고 있지는 않다. 따라서 호환성을 실현하기 위해서는 엑스박스 360의 하드 디스크 드라이브에 에뮬레이터를 설치해야 하며 이 에뮬레이터는 엑스박스 라이브에 접속해서 다운로드하거나, Xbox.com에서 설치 파일을 내려 받아 CD나 DVD로 기록하여 엑스박스 360에 설치할 수 있다.
엑스박스 컨트롤러는 연결부와 버튼 레이아웃이 달라 엑스박스 360과 호환되지 않는다. 흰색과 검은색 버튼은 엑스박스 360 컨트롤러에서 각각 왼쪽과 오른쪽 트리거로 대체되었다.
엑스박스 360에서 플레이할 수 있는 엑스박스 게임의 목록은 여기에서 확인할 수 있다.

### 멀티미디어
2007년 봄에 대시보드가 업데이트되면서 엑스박스 360은 .wmv 동영상, H.264, MPEG-4, 플레이포슈어(PlaysForSure) WMV 동영상 재생을 지원한다. 대시보드가 2007년 12월에 한 번 더 업데이트되었는데, 이것을 적용하면 MPEG-4 ASP 포맷의 동영상도 재생할 수 있다. 또 사진을 볼 수 있으며 다양한 효과와 함께 슬라이드 쇼 기능을 사용할 수 있으며, 음악 재생도 지원한다. 플레이어는 엑스박스 360의 가이드 버튼을 통해 접근하여 조작할 수 있다. 게이머는 게임을 플레이하는 도중에, 또 대시보드에서 자신이 좋아하는 음악을 시각화 기능과 함께 재생할 수 있다.
음악, 사진, 동영상은 엑스박스 360에 연결된 표준 USB 대용량 저장소 장치에서 재생할 수 있으며 엑스박스 360 자체 메모리 카드나 하드 드라이브, 그리고 윈도우 미디어 센터나 윈도우 XP 서비스 팩 2 이상을 사용하는 컴퓨터와 랜을 통해서 스트리밍 방식으로 재생이 가능하다.

## 엑스박스 라이브
엑스박스 360 발매와 함께 마이크로소프트는 엑스박스 라이브를 24시간 동안 서비스 중단하고 업데이트에 들어갔다. ‘실버’ 등급은 무료이며 모든 기종에서 사용할 수 있다. 사용자 프로필, 엑스박스 라이브 아케이드와 마켓플레이스에 접속할 수 있으며 다른 사용자와 대화할 수 있다. 그러나 《비바 파냐타》와 같이 게임 자체에서 온라인 기능을 사용하거나 EA 스포츠 게임과 같이 배급사가 자체적인 온라인 서비스를 제공하는 게임을 제외하면 온라인을 통한 멀티플레이가 불가능하다. USB로 연결해서 사용하는 웹캠인 엑스박스 라이브 비전이 출시되면서 사용자 간의 영상·음성 대화가 가능하게 되었다.
엑스박스 라이브 골드 이용자는 실버와 같은 기능에 온라인 게임 플레이 등의 기능이 추가되었다. 골드 등급이 되려면 골드 이용권을 구매해야 한다. 골드 이용권은 1개월, 3개월, 12개월 단위로 판매된다.
한편 마이크로소프트는 이전 엑스박스 라이브 이용자들에게 프로필과 친구 목록, 게임 기록을 엑스박스 라이브 골드로 옮길 수 있도록 하였다. 엑스박스 라이브 계정을 새 시스템으로 옮기려면 사용자는 윈도우 라이브 ID를 Xbox.com의 게이머태그에 연결시켜야 한다.

### 마켓플레이스
엑스박스 라이브 마켓플레이스는 엑스박스 라이브 사용자가 콘텐츠를 구매하거나 다운로드할 수 있는 가상의 상점이다. 여기서는 영화, 게임 트레일러, 게임 데모, 게이머태그 이미지, 대시보드 테마는 물론 게임 추가 콘텐츠 등을 제공한다. 마켓플레이스에서 콘텐츠를 다운로드하려면 하드 드라이브나 메모리 유닛 같은 저장 장치가 있어야 한다. 유료 콘텐츠의 경우, 반드시 현금이 아닌 마이크로소프트 포인트를 통해 결제해야 한다. 사용자가 PC를 통해 Xbox.com 웹사이트의 마켓플레이스에서 구매할 콘텐츠를 결정하면 자동적으로 엑스박스 360의 다운로드 대기열에 추가되며 다운로드를 받게 된다.
2006년 11월 6일에 마이크로소프트는 비디오 마켓플레이스 내 비디오 스토어를 열겠다고 밝혔다. 11월 22일 미국에서 처음 비디오 스토어가 생겼고, 미국에 거주하는 사용자는 그곳을 통해 고화질과 표준 화질의 텔레비전 프로그램이나 영화를 시청할 수 있다. 분량이 짧은 것을 제외하면 스트리밍은 불가능하고 반드시 다운로드한 다음 재생이 가능하다. 영화 대여 시청도 가능하다. 다운로드한 파일은 5.1 서라운드 오디오에 VC-1 코덱으로 720p로 인코딩되었으며, 비트레이트는 초당 6.8메가비트이다. 다운로드 후 14일 동안 보관이 가능하며 영화를 재생하기 시작한 지 24시간이 지나면 더 이상 볼 수 없다.

### 아케이드
엑스박스 라이브 아케이드는 마이크로소프트가 엑스박스 및 엑스박스 360 소유자에게 제공하는 온라인 서비스다. 팩맨 같은 고전 게임은 물론, 새로 나온 아케이드 게임도 제공한다. 라이브 아케이드에서는 다른 콘솔로 출시되었던 게임들도 제공하고 있는데, 플레이스테이션용으로 나왔던 《캐슬배니아: 밤의 교향곡》이 대표적이다. 이 서비스는 2004년 11월 3일에 공개되었다. 2005년 11월 22일에 엑스박스 360용으로 개편되었으며 현재는 대시보드와 통합되어 있다. 게임들은 캐주얼 게이머들에게 맞추어져 있다. 인기 있는 타이틀로는 《지오메트리 워즈 레트로 이볼브드》(Geometry Wars Retro Evolved), 《스트리트 파이터 2: 하이퍼 파이터 에디션》(Street Fighter 2: Hyper Fighter Edition), 《우노》(UNO)이다.

## 판매량
2005년 마이크로소프트는 엑스박스 360을 북미 시장에서 출시 3개월 만에 300만 대 팔겠다는 계획을 세웠지만 공급 부족으로 실질적으로는 목표량의 절반 정도 판매되었다. 2006년 빌 게이츠는 E3 브리핑에서 경쟁사 제품이 시장에 진입하기 전 1천만 대 이상 판매할 구상을 발표했는데 2008년 5월 미국에서 엑스박스 360의 판매량이 1천만 대를 돌파했고, 2009년 1월 현재 엑스박스 360의 누적 판매량은 2천 8백만 대로 플레이스테이션 3의 누적 판매량인 2천만 대보다 약 8백만 대가량 많은 것으로 알려졌다.
한편 이러한 판매량에도 불구하고 마이크로소프트의 게임 사업부는 돈을 많이 잃었는데, 2005년 한 해 동안 엑스박스 게임 사업부는 무려 4백만 달러나 되는 큰 손실을 봤지만 2008년에 들어와서 최초로 영업 이익을 거두었다.
다음은 지금까지 집계된 지역별 판매량이다.
| 지역    | 판매대수                    | 출시일           |
| ------- | --------------------------- | ---------------- |
| 미국    | 1160만 2008년 11월 1일 기준 | 2005년 11월 22일 |
| 영국    | 320만 2009년 1월 3일 기준   | 2005년 12월 2일  |
| 유럽    | 700만 2008년 11월 20일 기준 | 2005년 12월 2일  |
| 일본    | 100만 2009년 3월 29일 기준  | 2005년 12월 10일 |
| 캐나다  | 87만 2008년 8월 1일 기준    | 2005년 11월 22일 |
| 전 세계 | 3900만 2010년 1월 7일 기준  |                  |

## 성능 비교
| 기능                                  | 슬림 (Xbox 360 S)                      | 엘리트 (단종)                   | 프로 (단종)                                     | 아케이드 (단종)                | 코어 (단종)                    |
| ------------------------------------- | -------------------------------------- | ------------------------------- | ----------------------------------------------- | ------------------------------ | ------------------------------ |
| 외형                                  | 유광/무광 검은색, 검은색 디스크 트레이 | 무광 검은색, 크롬 디스크 트레이 | 무광 흰색, 크롬 디스크 트레이                   | 무광 흰색, 흰색 디스크 트레이  | 무광 흰색, 흰색 디스크 트레이  |
| 컨트롤러 종류                         | 무선, 유광 검은색                      | 무선, 무광 검은색               | 무선, 무광 흰색                                 | 무선, 무광 흰색                | 유선, 무광 흰색                |
| 저장 장치                             | 250 GB HDD                             | 120 GB HDD                      | 20, 60 GB HDD                                   | 512 MB 플래시                  | 없음                           |
| 이더넷 / 시스템 링크 케이블 포함 여부 | 포함                                   | 포함                            | 포함                                            | 없음                           | 없음                           |
| 헤드셋                                | 포함, 검은색                           | 포함, 검은색                    | 포함 (멕시코에서는 미디어 리모트가 대신 제공됨) | 없음                           | 없음                           |
| HDMI 포트                             | 있음                                   | 있음                            | 있음                                            | 있음 (2007년 이후 생산 모델)   | 없음                           |
| 비디오 케이블 포함 여부               | 컴포넌트/컴포지트 (HD/SD)              | 컴포넌트/컴포지트 (HD/SD)       | 컴포넌트/컴포지트(HD/SD)                        | 컴포지트 (SD)                  | 컴포지트 (SD)                  |
| 엑스박스 라이브                       | 예, 1달 골드 체험판, 실버              | 예, 1달 골드 체험판, 실버       | 예, 1달 골드 체험판, 실버                       | 예, 1달 골드 체험판, 실버      | 예, 1달 골드 체험판, 실버      |
| 구 엑스박스 게임 호환성               | 예                                     | 예                              | 예                                              | 하드 드라이브 추가 설치시 가능 | 하드 드라이브 추가 설치시 가능 |

## 기술적 문제

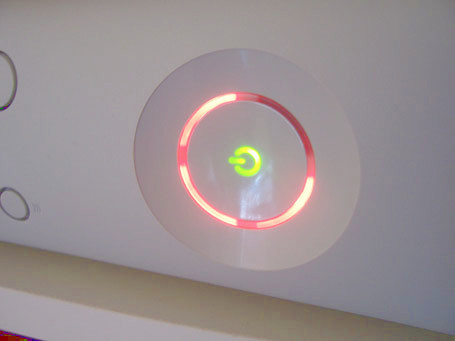
문제를 알리는 빨간색 등 세 개가 깜박이는 모습

초기 출시 이후부터 엑스박스 360 사용자들로부터 많이 보고된 기술적 문제는 바로 ‘빨간색 등 세 개가 깜박이는 것’(일명 ‘죽음의 레드링’)(에러)이다. 마이크로스프트는 이와 관련한 소비자 불만에 대처하기 위해 2007년 당초 1년이었던 무상 수리 기간을 3년으로 연장하고, 유상으로 수리했던 사용자로부터 받은 수리비를 환불해주기로 결정했다. 다른 문제에 대해서는 3년 무상 수리 혜택을 받을 수 없다.
빨간색 등 세 개가 깜박이는 원인은 발열로 인한 과열 때문인데, 2007년 6월에는 방열 시스템을 개선하려는 움직임이 포착되었고 같은 해 가을에는 발열과 소음 문제, 전력 소모량을 개선하고 CPU에 65나노미터 공정을 채용한 ‘팔콘’ 모델이 시장에 나오기 시작했으며 2008년부터는 CPU와 GPU 모두 65나노미터 공정을 채용한 ‘제스퍼’ 모델이 판매되기 시작했다. 이 두 모델은 ‘신공정’으로 분류된다.
발열로 인한 과열 외에도 전원 케이블 연결 불량 등으로 빨간색 등 세개가 깜박이는 경우가 있는데, 이 경우에는 본체를 재부팅하거나, 전원 케이블을 제대로 연결해줌으로써 해결할 수 있다.
새로운 엑스박스 경험(NXE) 업데이트 이후로는 초기 버전에서 드물게 나타나던 E74 오류 발생 보고가 눈에 띄게 증가하고 있다. 죽음의 레드링 문제와 달리 이 오류는 빨간 색 등이 한 개만 나타나며, E74라는 코드와 함께 여러 언어로 오류 메시지가 화면에 출력된다. 이 문제와 관련된 무상 수리 기간은 당초 1년이었으나 2009년 4월 마이크로소프트 빨간색 등 세 개가 깜박이는 오류와 마찬가지로 무상 수리 기간을 3년으로 연장했다.
이외에도 디스크 트레이가 닫히지 않거나 열리지 않는 경우 도 있으며, 디스크를 읽는 도중에 게임기를 옮기거나 수직으로 세운 상태에서 실수로 넘어뜨릴 경우 디스크에 스크래치가 생겨 심할 경우 디스크를 못 읽는 문제도 있다. 마이크로소프트에서는 이 문제를 출시 전부터 인지하고 있었지만 디스크 스크래치에 대해서 소비자 과실로 보고 스크래치에 대한 처리를 해 주지 않고 있다.

## 같이 보기
- 엑스박스
- 엑스박스 360 게임 목록
- 엑스박스 원
- 키넥트